# Rochlov
Rochlov är en ort i Tjeckien. Den ligger i regionen Plzeň, i den västra delen av landet, 100 km väster om huvudstaden Prag. Rochlov ligger 382 meter över havet och antalet invånare är 243.
Terrängen runt Rochlov är platt. Runt Rochlov är det ganska tätbefolkat, med 96 invånare per kvadratkilometer. Närmaste större samhälle är Plzeň, 16,7 km öster om Rochlov. Trakten runt Rochlov består till största delen av jordbruksmark.